# Phylogénie
Ne doit pas être confondu avec Philogynie.
 (avril 2013).
Si vous disposez d'ouvrages ou d'articles de référence ou si vous connaissez des sites web de qualité traitant du thème abordé ici, merci de compléter l'article en donnant les références utiles à sa vérifiabilité et en les liant à la section « Notes et références ».
La phylogénie ou phylogenèse, du grec ancien φῦλον / phûlon, « tribu, famille, clan » et γένεσις / génesis, « genèse », est l'étude des liens de parenté (relations phylogénétiques ou phylétiques) entre les êtres vivants et ceux qui ont disparu :
- entre individus (niveau généalogique ; seule une généalogie individuelle peut répondre à la question « qui est l'ancêtre de qui ? », tandis qu'une phylogénie de groupe peut répondre à la question « qui est le plus proche parent de qui ? ») ;
- entre populations (à l'intérieur d'une même espèce qui, pour simplifier, peut se résumer à une population dont les membres sont interféconds : niveau intraspécifique) ;
- entre espèces (niveau interspécifique).

La phylogenèse permet de reconstituer l'évolution des organismes vivants.
En phylogenèse, on représente couramment les parentés par un arbre phylogénétique. Le nombre de nœuds entre les branches, qui représente autant d'ancêtres communs, indique le degré de parenté entre les individus, les groupes ou les taxons. Plus il y a de nœuds et donc d'ancêtres intermédiaires entre deux êtres vivants, plus leur ancêtre commun est ancien et plus leur parenté actuelle est éloignée.
En phylogenèse interspécifique, un arbre (dendrogramme) est élaboré :
- soit par phénétique (phénogramme), la longueur des branches représentant la distance génétique entre taxons ;
- soit par cladistique (cladogramme), où l'on place sur les branches les événements évolutifs (états dérivés de caractères homologues) ayant eu lieu dans chaque lignée.

## Histoire
Le terme de phylogénie est créé par Ernst Haeckel dans son ouvrage  Natürliche Schöpfungsgeschichte (1868). Il dénomme ainsi l'« histoire de l'évolution paléontologique des organismes » par opposition à l'histoire de l'évolution individuelle ou ontogénie qu'il considère comme une récapitulation de la première.
L'inscription de la figure de l'arbre dans une dimension temporelle et phylogénétique s'effectue en 1809 avec Jean-Baptiste Lamarck (1744-1829), dès 1837 chez Charles Robert Darwin (1809-1882) et en 1856 avec le naturaliste britannique Alfred Russel Wallace (1823-1913).
Le premier arbre de la vie a été dessiné par Charles Darwin.

## Présentation
La systématique, ou l'étude de la diversité biologique en vue de sa classification, se concentre, à la lumière des découvertes récentes, sur une classification phylogénétique remplaçant à présent la classification classique.[réf. nécessaire]
La classification classique établit des groupes ou taxons en fonction d'un simple critère de ressemblance globale.
Une classification phylogénétique suppose que l'on regroupe les êtres vivants en fonction de leurs liens de parenté. Tout groupe systématique (ou « taxon ») renferme donc des êtres vivants proches entre eux génétiquement (ce qui n'est pas toujours corrélé à une ressemblance phénotypique globale). Les liens de parenté entre deux membres d'un taxon sont toujours plus étroits que les liens de parenté entre un membre quelconque du groupe et un être vivant extérieur au groupe (il arrive que ce membre extérieur soit pourtant très ressemblant en raison du phénomène de convergence évolutive, il s'agit alors d'analogie entre les espèces, ce qui ne permet pas de les classer).
Pour reconstituer les liens de parenté entre êtres vivants, la phylogénie procède selon deux techniques : la phénétique et la cladistique.
Il est donc vraiment important de saisir la différence entre analogue (caractère qui se ressemble) et homologue (caractère semblable hérité d'un ancêtre commun et dû à une évolution).

## Cladistique

Illustration de l'apomorphie, de la synapomorphie et de la symplésiomorphie.

La cladistique, dont les bases ont été jetées par Willi Hennig, hiérarchise les caractères comparés. Ne sont en fait regroupés dans un même taxon que les êtres vivants qui partagent des caractères homologues :
- une « homologie apomorphique » (ou apomorphie du grec ἀπό / apó, « dérivée de » et μορφή / morphḗ, « forme ») est partagée par deux ou plusieurs taxons-frères, et concourt à déterminer un groupe monophylétique strict, ou clade, même si tous les descendants n'ont pas conservé ce caractère (exemple : tous les tétrapodes ont ou ont eu quatre membres, même s'ils ont disparu chez les serpents) ;
- une « homologie synapomorphique » (ou synapomorphie du grec σύν / sún, « commune », ἀπό / apó, « dérivée de » et μορφή / morphḗ, « forme ») est un caractère dérivé, comme les deux paires de membres des tétrapodes, dérivés des nageoires pectorales et pelviennes, paires, des sarcoptérygiens ;
- une « homologie symplésiomorphique » (ou symplésiomorphie du grec σύν / sún, « commune », πλησίος / plêsíos, « proche de » et μορφή / morphḗ, « forme ») est un caractère partagé par plusieurs lignées qui l'ont hérité d'un ancêtre commun, mais qui a pu prendre des formes différentes selon les adaptations, comme les membres antérieurs des tétrapodes, devenus bras, nageoires ou ailes, et ce à plusieurs reprises puisque des groupes différents ont développé séparément des nageoires (manchots, siréniens, cétacés) ou des ailes (ainsi l'aile de la chauve-souris et de l'oiseau sont homologues en tant que membres antérieurs, mais non en tant qu'ailes : l'ancêtre commun de l'oiseau et de la chauve-souris possédait en effet déjà quatre pattes mais ses membres antérieurs n'étaient pas des ailes : le membre antérieur « aile » est apparu plus tard indépendamment dans les deux lignées des chiroptères et des oiseaux).

| Le caractère « membres pairs » a deux états : | Le caractère « membres pairs » a deux états : |
| --------------------------------------------- | --------------------------------------------- |
| État ancestral                                | État dérivé                                   |
| 2 paires de nageoires des poissons (9 et 10)  | 2 paires de pattes (lézard)                   |
|                                               |                                               |

Les homologies sont en fait vues comme des innovations évolutives partagées : si un caractère homologue est partagé par deux taxons, c'est que les deux taxons l'ont hérité de leur ancêtre commun. Ce caractère homologue est donc apparu dans la lignée menant à cet ancêtre commun. Tout être vivant possédant ce caractère homologue descend donc de cet ancêtre commun tandis que les êtres vivants ne possédant pas ce caractère homologue ne descendent pas de cet ancêtre commun et sont plus éloignés génétiquement.
La cladistique repose donc sur l'identification (souvent difficile) de l'homologie des caractères. Elle est pertinente au niveau morphologique (et est le seul moyen de classer les espèces fossiles dont l'ADN est rarement conservé) comme au niveau moléculaire. Les résultats sont représentés dans un arbre phylogénétique, dénommé cladogramme, dans lequel chaque nœud représente un ancêtre commun et où les synapomorphies sont représentées sur les branches dont la longueur est arbitraire. Chacune de ces branches est appelée un clade. Deux taxons sont d'autant plus apparentés qu'ils partagent un ancêtre commun proche dans l'arbre. Ici aussi, donc, les taxons se retrouvent regroupés en fonction de leurs liens de parenté.

## Phénétique
La phénétique consiste à étudier les relations de similarité ou de dissimilarité globale entre les êtres vivants ; on a longtemps supposé, et ce peut être exact, que le degré de ressemblance est corrélé au degré de parenté. Méthodologiquement, on commence par quantifier la ressemblance entre les êtres vivants à classer.
Toutefois, en raison des analogies, les caractères morphologiques ne garantissent pas la parenté : certaines ressemblances entre êtres vivants ou taxons ne peuvent en effet pas être attribuées à une ascendance commune. Elles peuvent découler d'une adaptation analogue : on parle alors de convergence évolutive car deux taxons différents vivant dans des niches écologiques semblables ou sur lesquels la sélection naturelle a eu un impact semblable, pourront avoir des caractères analogues. Les ailes des oiseaux et des chauves-souris sont des caractères analogues en tant qu'adaptations des membres antérieurs au vol ramé, mais sont apparues séparément dans chacune de ces deux lignées, et ne sont donc pas héritées d'un ancêtre ailé commun.

Les quatre modalités de la spéciation.

Par ailleurs il est très difficile de quantifier numériquement des ressemblances morphologiques : lorsque l'on compare un très grand nombre de caractères, on obtient un taux statistique mais non une certitude sur l'origine des ressemblances. La quantification numérique des ressemblances, appliquée au niveau moléculaire, permet cependant de comparer les taxons et donne d'intéressants indices pour reconstruire les phylogénies. Pour ce faire, l'on compare différents constituants moléculaires du vivant comme l'ADN, l'ARN ou les protéines, qui sont des molécules polymères. Chaque résidu de la molécule (nucléotide pour l'ADN et l'ARN ou acide aminé pour la protéine) est alors considéré comme un caractère. Il est donc possible de comparer les séquences chez plusieurs êtres vivants et de quantifier leur ressemblance par un simple pourcentage que l'on assimile à la « distance génétique » entre les deux taxons auxquels appartiennent les deux êtres vivants.
Les résultats sont représentés dans un arbre phylogénétique ou dendrogramme où la longueur des branches dépend de la distance génétique et représente donc le probable degré de parenté entre les taxons étudiés et le probable temps écoulé depuis chaque divergence (« spéciation »). Cette technique se fonde sur le calcul d'un indice de similitude globale (ISG) qui est défini après l'analyse de nombreux caractères (morphologiques, anatomiques, moléculaires…). Toute analyse se fait à partir d'une seule espèce (par exemple en comparant de séquences nucléotidiques spécifiques de plusieurs organismes par rapport à un seul). À partir de cette comparaison, on crée une « matrice de distance génétique » (tableau au nombre d'entrées égal au nombre d'organismes comparés comprenant notre organisme de référence) puis on recherche les plus petites distances (organismes les plus proches pour le critère étudié) afin de constituer un arbre phylogénétique.
Il en résulte une probabilité de parenté, avec un degré d'incertitude, qui explique pourquoi les phylogénéticiens ne parlent jamais d'« ancêtre » ou de « descendant », mais de plus proche parent connu de telle ou telle espèce.

## Utilisation conjointe de la phénétique et de la cladistique
Pendant longtemps des discussions, parfois violentes, ont opposé tenants de l'une ou de l'autre technique. Aujourd'hui la phénétique et la cladistique sont souvent utilisées conjointement comme deux méthodes indépendantes. Lorsque leurs résultats sont convergents, on obtient des phylogénies très solides ; dans le cas contraire, on poursuit les études. L'utilisation de la phénétique moléculaire et de la cladistique ainsi que la confrontation des arbres obtenus a été largement permise par les méthodes modernes que sont l'amplification par PCR et le séquençage, alliées à de puissants outils de calcul qui permettent d'automatiser ces méthodes.

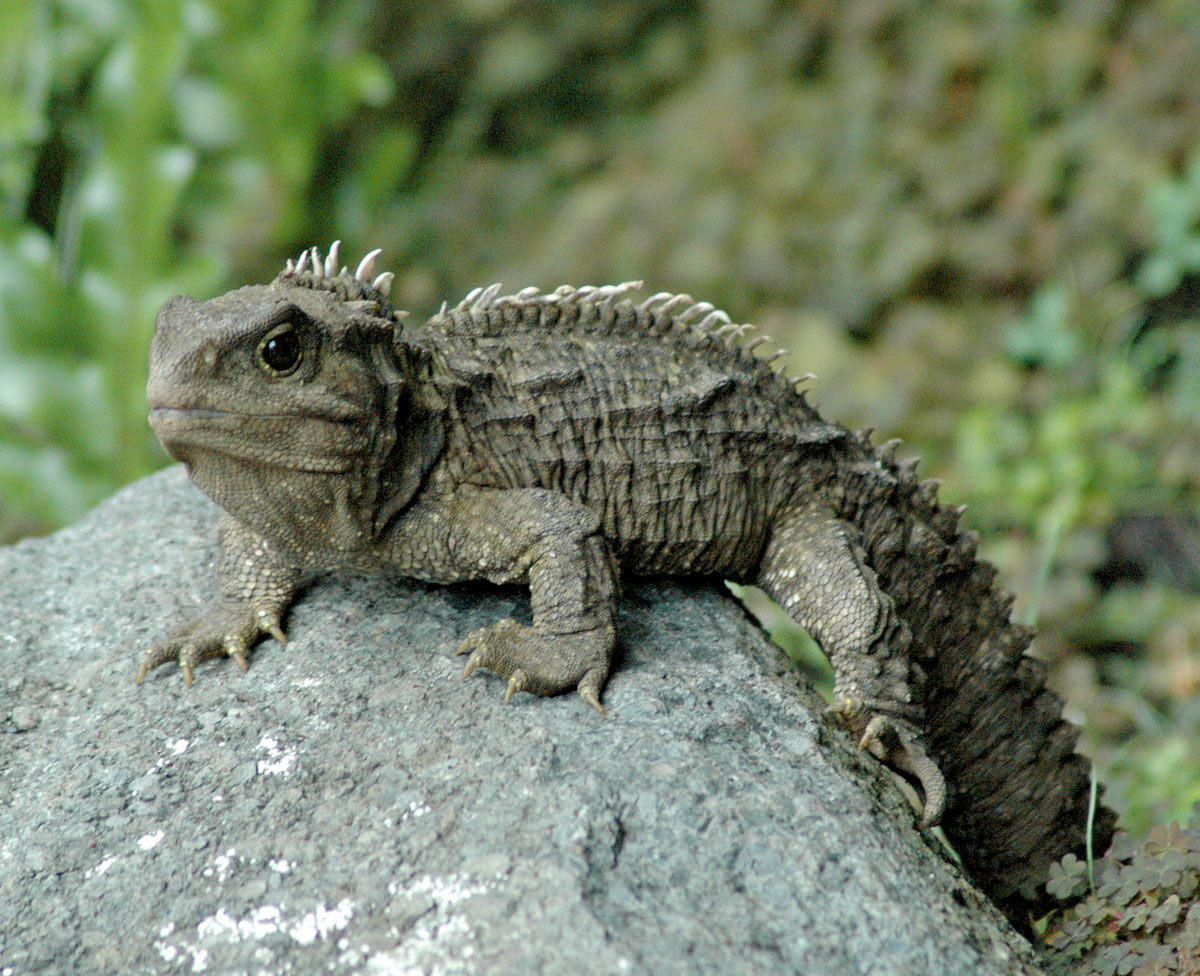
Un sphenodonte : le Tuatara. Dans son cas, le qualificatif de « reptile » désigne son appartenance aux diapsides lépidosaures.

L'utilisation conjointe de ces deux méthodes a révélé l'existence dans la classification classique de nombreux regroupements artificiels, basés sur des ressemblances de convergence, donc non fondés sur les liens de parenté et qui sont donc à présent considérés comme non pertinents et ne doivent plus être utilisés en taxonomie : c'est, par exemple, le cas des poissons (on parle maintenant de « vertébrés non-tétrapodes »), des batraciens fossiles et actuels (on parle maintenant de « tétrapodes non-amniotes ») ou des reptiles (on parle maintenant séparément de « chéloniens », de « lépidosaures » ou de « crocodiliens », ces derniers étant plus proches des oiseaux que des deux autres groupes). Un autre exemple est l'utilisation du gène 16 s pour les études de phylogénie des procaryotes.

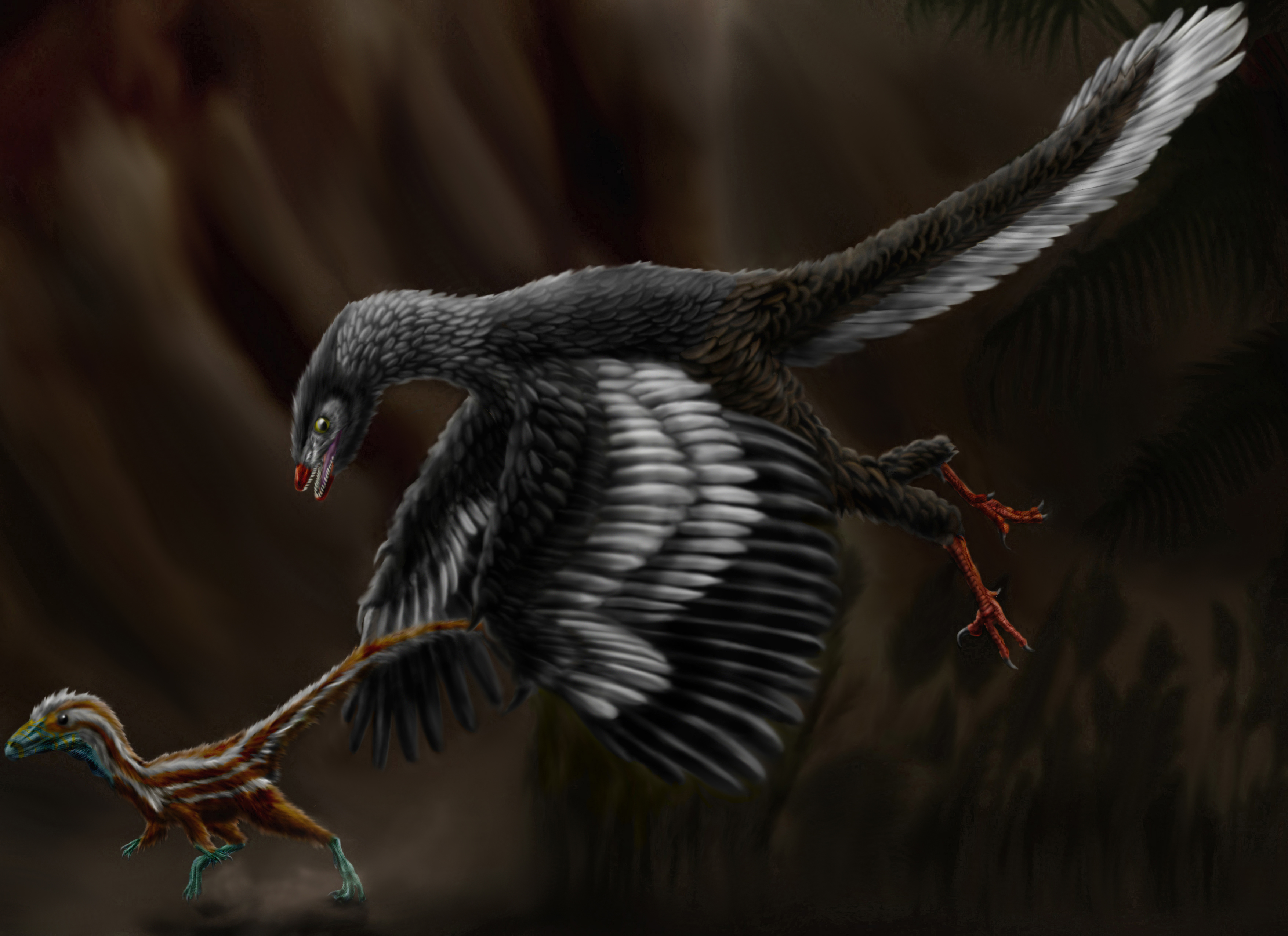
Représentation d'un Archaeoptéryx en prédateur d'un Compsognathus juvénile (deux coelurosaures).

## Critères de la phylogénie
Le partage entre espèces d'un caractère ou d'un certain nombre de caractères est un indice de l'éventualité d'une origine commune remontant jusqu'à un ancêtre commun, le premier à avoir développé ce caractère ou ensemble de caractères. L'existence de l'ancêtre peut donc être déduite par la méthode cladistique, mais pas son identité, qui reste inconnue à moins que soient trouvés des fossiles à la fois d'individus d'une espèce-ancêtre et d'individus d'une espèce-descendante en ligne directe, ce qui statistiquement est si improbable, que l'on considère cela comme impossible. Par exemple, même si les oiseaux partagent tous un ancêtre commun, la découverte en 1861 d'un fossile comme Archaeopteryx (un coelurosaure proche des oiseaux) ne prouve pas que cette espèce-là en particulier soit l'ancêtre de tous les oiseaux actuels, car une découverte future pourrait mettre au jour un coelurosaure fossile plus ancien, ou plus proche des oiseaux qu'Archaeopteryx (c'est pourquoi on parle maintenant d'« avialiens non-aviens » pour ces groupes intermédiaires, expression qui traduit l'absence de certitude d'être en face d'un ancêtre direct des oiseaux modernes).
Les rapports d'ancêtre à descendants (la généalogie) ne peuvent être identifiés en tant que tels, que si l'identité même de l'ancêtre et des descendants est préalablement connue. Autrement dit, pour retracer la généalogie, la science de la classification devrait avoir la certitude de connaître toutes les espèces existantes et ayant existé. Comme ce n'est pas le cas, car l'humanité est loin de pouvoir connaître la totalité des espèces vivantes et fossiles, la généalogie, même si elle est réelle, ne peut être précisément retracée, mais seulement reconstituée avec un degré de probabilité que la science tente d'augmenter, en multipliant les études de ces éléments partiels que sont les espèces fossiles et actuelles connues. Cela permet d'évaluer les rapports de parenté entre espèces. Telle est la différence entre une généalogie (« qui est ancêtre de qui ? ») et une phylogénie (« qui est le plus proche parent de qui ? »). Les rapports phylogénétiques entre espèces connues forment ainsi de possibles critères objectifs de classification.